# Amílcar Azenha
Amílcar Azenha (Lisboa, 3 de Setembro de 1973) é um actor português.

## Biografia
Amílcar Azenha é formado pela Escola de Artes e Ofícios do Espectáculo desde 1995. Obteve formação como actor, animador e acrobata, aprendendo várias técnicas de circo e teatro com professores estrangeiros, das escolas chinesa e russa. Completa a sua formação profissional, com um estágio na escola de circo de Bruxelas, onde participa como intérprete na apresentação de um espectáculo de novo circo.
Frequentou o primeiro ano da Escola Superior de Dança em 1999. Em 2001, ingressa na Escola de Teatro “Jacques Le Coq”, onde desenvolveu a técnica de máscara neutra. Profissionalmente, tem integrado o elenco de várias produções de teatro, televisão, cinema, circo novo e dança, passando por vários teatros em vários países, como Espanha, França, Holanda e Dinamarca, onde se destaca pela sua capacidade multidisciplinar.

## Televisão
| Ano  | Título                          | Papel                    | Ref.  |
| ---- | ------------------------------- | ------------------------ | ----- |
| 1997 | A Grande Aposta                 | participação             | [ 2 ] |
| 2001 | Ganância                        | Rodrigo Bello Menezes    | [ 2 ] |
| 2004 | Inspector Max                   | Paulo                    | [ 2 ] |
| 2004 | Morangos com Açúcar (1.ª série) | Samurai                  | [ 2 ] |
| 2004 | Mistura Fina                    | Lúcio Canelas            | [ 2 ] |
| 2006 | Aqui Não Há Quem Viva           | Diogo                    | [ 2 ] |
| 2007 | Vingança                        | Guedes                   | [ 2 ] |
| 2008 | Casos da Vida                   | Nuno                     | [ 2 ] |
| 2010 | Meu Amor                        |                          | [ 2 ] |
| 2011 | Liberdade 21                    | Sebastião / Jorge Paixão | [ 2 ] |
| 2012 | A Família Mata                  |                          | [ 2 ] |
| 2011 | Laços de Sangue                 |                          | [ 2 ] |
| 2013 | Odysseus                        |                          | [ 2 ] |
| 2013 | Bem-Vindos a Beirais            |                          | [ 2 ] |
| 2014 | Água de Mar                     | António                  | [ 2 ] |
| 2014 | Mar Salgado                     | Cristóvão                | [ 2 ] |
| 2015 | Coração d'Ouro                  | Leonel                   | [ 2 ] |
| 2017 | Inspector Max                   | Aníbal                   | [ 2 ] |
| 2017 | A Herdeira                      | Beltrán                  | [ 2 ] |
| 2019 | Prisioneira                     | Ricardo                  | [ 2 ] |
| 2020 | Amar Demais                     |                          | [ 2 ] |